# 22617 Vidphananu
22617 Vidphananu (tên chỉ định: 1998 KH7) là một tiểu hành tinh vành đai chính.